# Колець
Ко́лець (болг. Колец) — село в Хасковській області Болгарії. Входить до складу общини Мінеральні Бані.

## Населення
За даними перепису населення 2011 року у селі проживали 199 осіб.
Національний склад населення села:
| Національність   | Кількість осіб | Відсоток |
| ---------------- | -------------- | -------- |
| турки            | 179            | 90,4%    |
| болгари          | 18             | 9,1%     |
| цигани           | 0              | 0%       |
| Всього відповіли | 198            |          |

Розподіл населення за віком у 2011 році:
Динаміка населення: